# 忆苦饭
忆苦饭，全称“忆苦思甜饭”，是中国大陆五六十年代及文化大革命期间「憶苦思甜」群众活动中的一种。

## 背景
“忆苦饭”被号称代表了“旧社会”的饮食标准。其“苦”是相对于白面大米等正常主食而言的，在抗日战争时期的日占区和国民党统治时期，民众往往需食用“混合面 （页面存档备份，存于）”，“观音土”和树皮草根之类才不会饿死。共产党在红军长征时期，部队也常常因为缺粮而靠食用皮具，野菜等等维持生存，因此食用劣质食物的行为日后成为贫苦出身的证明和革命的光荣事迹。“忆苦饭”作为对这类动荡时期非正常食物的还原，理论上是越难吃、忆苦思甜的效果就越好，通过反差会让人更对新社会感恩戴德。
事实上“忆苦饭”的基本模式其实并非是文化大革命时期首创。中国封建时代的皇帝，皇族和官僚都有形式类似的活动，较为人知的如朱元璋的“珍珠翡翠白玉汤”和满清王室的“哈尔巴子”。

## 制作
「憶苦飯」常用材料是所谓“粗粮”，包括玉米麵、高粱米/面，山芋乾/粉、麥皮和玉米麵的“混合面”、芋頭花、南瓜花、蘿蔔，野菜，米糠，榆钱等等。材料并没有定式，因地制宜，唯目的均是以让食物尽量难以下咽。还有说法 （页面存档备份，存于）指出部分地区和单位制作忆苦饭存在故意不放盐，或使用腐烂物，稀泥，沙子，煤炭之类通常不可食用，乃至危害健康的物质作为原材料，来增加“忆苦”效果。

## 过程
吃“忆苦饭”往往带有较强的仪式性。活動一般在重大节日、家人生日或學生農忙勞動時舉行。有些人會親手調理「憶苦飯」給家人食用，亦有人在學校或單位烹製，又或把隊伍帶到農村請農民烹製。开飯以前，往往還要先聽憶苦報告，既可以是贫下中农现身说法，也可以是听录音。报告结束后，往往还有喊口号，唱憶苦歌等环节。
吃的時候，政治積極分子通常要起帶頭示範作用。無論多苦澀難吃，都必须強撐著往下嚥。参与者如果表现出抗拒或者迟疑，就可能被视为政治上不积极或者“态度有问题”，从而受到批判或者惩罚。
忆苦饭也存在流于形式的情况，即很多时候食物只是粗淡而并不刻意往折磨人的方向烹调。当然这种情况如果被好事者揭发，有可能被“上纲上线”招致政治上的麻烦。

## 评价

### 正面评价
“忆苦饭”在大行其道之时受到主流舆论的推崇才得以大力推广。《人民日报》都曾以赞扬口吻报导“忆苦饭”活动，称该活动能“让人不忘本，增强继续革命的自觉性”。

### 负面评价
文革之后“忆苦饭”在不少“伤痕文学”和回忆录里被提及，多带有负面色彩，代表者如作家王小波的同名作品。批评者认为“忆苦饭”具有宗教式的自我惩罚特征，高度形式主义化，违背人的主观意志。除了无谓的折磨效果，无助于达到让参与者提高“精神觉悟”的初衷。

## 影响
文化大革命结束后，“以阶级斗争为纲”的论调不再被中共和中华人民共和国官方强调，“忆苦饭”渐不再作为官方推荐的意识形态教育手段。
“忆苦饭”的名义却以商业化的形式得到保留。改革开放以后中国大陆一些以“农村”、“红色教育”和“怀旧”为主题的旅游景点时以“吃忆苦饭”作为旅游活动的一部分。但这种“忆苦饭”通常只是改良过的粗粮食品，已经没有了原本的政治教育性质。而按照某些健康食品学说，粗粮制品在当下甚至被视为是有益健康的食品。